# Kaposhomok
Kaposhomok é um município da Hungria, situado no condado de Somogy. Tem 11,48 km² de área e sua população em 2019 foi estimada em 481 habitantes.